# 阿普爾瓦利 (北達科他州)
阿普爾瓦利（英語：Apple Valley）是位於美國北達科他州伯利縣的普查規定居民點。

## 人口
根據2020年美國人口普查的數據，阿普爾瓦利的面積為0.38平方千米，皆為陸地。當地共有人口194人，而人口密度為每平方千米510.53人。